# Gran Premi del Canadà del 2016
El Gran Premi del Canadà de Fórmula 1 de la temporada 2016 s'ha disputat al Circuit Gilles Villeneuve de Mont-real, del 10 al 12 de juny del 2016.

## Resultats de la qualificació

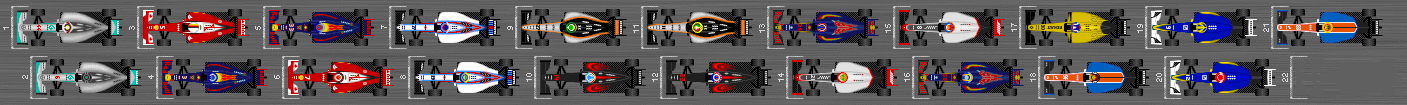
Graella de sortida del GP del Canadà'16

| Pos                  | No | Pilot             | Constructor               | Part 1       | Part 2   | Part 3   | Sortida |
| -------------------- | -- | ----------------- | ------------------------- | ------------ | -------- | -------- | ------- |
| 1                    | 44 | Lewis Hamilton    | Mercedes                  | 1:14.121     | 1:13.076 | 1:12.812 | 1       |
| 2                    | 6  | Nico Rosberg      | Mercedes                  | 1:13.714     | 1:13.094 | 1:12.874 | 2       |
| 3                    | 5  | Sebastian Vettel  | Ferrari                   | 1:13.925     | 1:13.857 | 1:12.990 | 3       |
| 4                    | 3  | Daniel Ricciardo  | Red Bull Racing-TAG Heuer | 1:14.030     | 1:13.540 | 1:13.166 | 4       |
| 5                    | 33 | Max Verstappen    | Red Bull Racing-TAG Heuer | 1:14.601     | 1:13.793 | 1:13.414 | 5       |
| 6                    | 7  | Kimi Räikkönen    | Ferrari                   | 1:14.477     | 1:13.849 | 1:13.579 | 6       |
| 7                    | 77 | Valtteri Bottas   | Williams-Mercedes         | 1:14.389     | 1:13.791 | 1:13.670 | 7       |
| 8                    | 19 | Felipe Massa      | Williams-Mercedes         | 1:14.815     | 1:13.864 | 1:13.769 | 8       |
| 9                    | 27 | Nico Hülkenberg   | Force India-Mercedes      | 1:14.663     | 1:14.166 | 1:13.952 | 9       |
| 10                   | 14 | Fernando Alonso   | McLaren-Honda             | 1:15.026     | 1:14.260 | 1:14.338 | 10      |
| 11                   | 11 | Sergio Pérez      | Force India-Mercedes      | 1:14.814     | 1:14.317 |          | 11      |
| 12                   | 22 | Jenson Button     | McLaren-Honda             | 1:14.755     | 1:14.437 |          | 12      |
| 13                   | 26 | Daniil Kvyat      | Toro Rosso-Ferrari        | 1:14.829     | 1:14.457 |          | 151     |
| 14                   | 21 | Esteban Gutiérrez | Haas-Ferrari              | 1:15.148     | 1:14.571 |          | 13      |
| 15                   | 8  | Romain Grosjean   | Haas-Ferrari              | 1:15.444     | 1:14.803 |          | 14      |
| 16                   | 55 | Carlos Sainz, Jr. | Toro Rosso-Ferrari        | 1:14.714     | 1:21.956 |          | 205     |
| 17                   | 30 | Jolyon Palmer     | Renault                   | 1:15.459     |          |          | 16      |
| 18                   | 94 | Pascal Wehrlein   | MRT-Mercedes              | 1:15.599     |          |          | 17      |
| 19                   | 9  | Marcus Ericsson   | Sauber-Ferrari            | 1:15.635     |          |          | 212     |
| 20                   | 12 | Felipe Nasr       | Sauber-Ferrari            | 1:16.663     |          |          | 18      |
| 21                   | 88 | Rio Haryanto      | MRT-Mercedes              | 1:17.052     |          |          | 19      |
| 107% temps: 1:18.873 |    |                   |                           |              |          |          |         |
| —                    | 20 | Kevin Magnussen   | Renault                   | Sense temps3 |          |          | 224     |
| Font:                |    |                   |                           |              |          |          |         |

Notes
- ^1  — Daniil Kvyat va rebre 3 posicions de penalització a la graella de sortida per causar un accident amb Kevin Magnussen a l'anterior cursa a Mònaco.[2]
- ^2  — Marcus Ericsson va rebre 3 posicions de penalització a la graella de sortida per causar un accident amb Felipe Nasr a l'anterior cursa a Mònaco.[3]
- ^3  — Kevin Magnussen va poder participar en la cursa tot i no haver fet el temps necessari (107%) pel permís dels comissaris.[4]
- ^4  — Kevin Magnussen va penalitzar cinc llocs per substituir la caixa de canvi.[5]
- ^5  — Carlos Sainz Jr. va penalitzar cinc llocs per substituir la caixa de canvi.[6]

## Resultats de la Cursa
| Pos   | No | Pilot             | Constructor               | Voltes | Temps / Retirada | Pos.Sortida | Punts |
| ----- | -- | ----------------- | ------------------------- | ------ | ---------------- | ----------- | ----- |
| 1     | 44 | Lewis Hamilton    | Mercedes                  | 70     | 1:31:05.296      | 1           | 25    |
| 2     | 5  | Sebastian Vettel  | Ferrari                   | 70     | +5.011 s         | 3           | 18    |
| 3     | 77 | Valtteri Bottas   | Williams-Mercedes         | 70     | +46.422 s        | 7           | 15    |
| 4     | 33 | Max Verstappen    | Red Bull Racing-TAG Heuer | 70     | +53.020 s        | 5           | 12    |
| 5     | 6  | Nico Rosberg      | Mercedes                  | 70     | +1:02.093 min.   | 2           | 10    |
| 6     | 7  | Kimi Räikkönen    | Ferrari                   | 70     | +1:03.017 min.   | 6           | 8     |
| 7     | 3  | Daniel Ricciardo  | Red Bull Racing-TAG Heuer | 70     | +1:03.634 min.   | 4           | 6     |
| 8     | 27 | Nico Hülkenberg   | Force India-Mercedes      | 69     | + 1 Volta        | 9           | 4     |
| 9     | 55 | Carlos Sainz, Jr. | Toro Rosso-Ferrari        | 69     | + 1 Volta        | 20          | 2     |
| 10    | 11 | Sergio Pérez      | Force India-Mercedes      | 69     | + 1 Volta        | 11          | 1     |
| 11    | 14 | Fernando Alonso   | McLaren-Honda             | 69     | + 1 Volta        | 10          |       |
| 12    | 26 | Daniil Kvyat      | Toro Rosso-Ferrari        | 69     | + 1 Volta        | 15          |       |
| 13    | 21 | Esteban Gutiérrez | Haas-Ferrari              | 68     | + 2 Voltes       | 13          |       |
| 14    | 8  | Romain Grosjean   | Haas-Ferrari              | 68     | + 2 Voltes       | 14          |       |
| 15    | 9  | Marcus Ericsson   | Sauber-Ferrari            | 68     | + 2 Voltes       | 21          |       |
| 16    | 20 | Kevin Magnussen   | Renault                   | 68     | + 2 Voltes       | 22          |       |
| 17    | 94 | Pascal Wehrlein   | MRT-Mercedes              | 68     | + 2 Voltes       | 17          |       |
| 18    | 12 | Felipe Nasr       | Sauber-Ferrari            | 68     | + 2 Voltes       | 18          |       |
| 19    | 88 | Rio Haryanto      | MRT-Mercedes              | 68     | + 2 Voltes       | 19          |       |
| Ret   | 19 | Felipe Massa      | Williams-Mercedes         | 35     | Sobreescalfament | 8           |       |
| Ret   | 30 | Jolyon Palmer     | Renault                   | 16     | Pèrdua d'aigua   | 16          |       |
| Ret   | 22 | Jenson Button     | McLaren-Honda             | 9      | Motor            | 12          |       |
| Font: |    |                   |                           |        |                  |             |       |

Notes